# Le Cauchemar de Fantoche
Pour plus de détails, voir Fiche technique et Distribution.
Le Cauchemar de Fantoche est un dessin animé français réalisé par Émile Cohl, sorti en 1908. 

## Fiche technique
Source IMDb
- Titre original français : Le Cauchemar de Fantoche
- Titre en anglais : The Puppet's Nightmare
- Réalisation : Émile Cohl
- Pays d’origine :  France
- Société de production : Société des Établissements L. Gaumont
- Société de distribution : Société des Établissements L. Gaumont (France), Kleine Optical Company (États-Unis)
- Pays d'origine :  France
- Langue : film muet avec les intertitres  en français
- Format : Noir et blanc — 35 mm — 1,33:1 — Muet
- Métrage : 81 mètres
- Durée : 2 minutes (en DVD)
- Dates de sortie : 
  - États-Unis : 16 octobre 1908
  - Italie : 27 juin 2017 (Il Cinema Ritrovato, version restaurée 4K)